# NIFTY 50
El índice NIFTY 50 es el índice de referencia de la Bolsa Nacional de Valores de India, del mercado de valores indio. El mismo se forma a partir del promedio ponderado de 50 acciones de empresas indias en 12 sectores y es uno de los dos índices de acciones principales utilizados en India, siendo el otro el BSE Sensex.
Nifty es propiedad y está administrado por India Index Services and Products (IISL), que es una subsidiaria propiedad de NSE Strategic Investment Corporation Limited. IISL tuvo hasta el 2013 un acuerdo de comercialización y licencia con Standard & Poor's para los índices de acciones de marca compartida. El Nifty 50 se lanzó el 1 de abril de 1996 y es uno de los muchos índices bursátiles de Nifty.
El índice NIFTY 50 se ha convertido en el mayor producto financiero individual en la India, con un ecosistema que comprende fondos negociados en bolsa (nacionales y offshore), futuros y opciones en bolsa (en NSE en India y en SGX y CME en el extranjero), otros Fondos indexados y derivados OTC (en su mayoría offshore). NIFTY 50 es el contrato más negociado del mundo. Las encuestas de WFE, IOMA y FIA avalan la posición de liderazgo de NSE.
El NIFTY 50 cubre 12 sectores (octubre de 2017) de la economía india y ofrece a los gestores de inversiones exposición al mercado indio en una cartera. Durante 2008-2012, la participación en el índice NIFTY 50 de la capitalización de mercado de NSE cayó del 65 % al 29 % debido al aumento de los índices sectoriales como NIFTY Bank, NIFTY IT, NIFTY Pharma, NIFTY SERV SECTOR, NIFTY Next 50, etc. El índice NIFTY 50 otorga una ponderación de 29.70 % a los servicios financieros, una ponderación de 0.73 % a la manufactura industrial y una ponderación nula al sector agrícola.